# 小泉袈裟勝
小泉 袈裟勝（こいずみ けさかつ、1918年3月10日 - 1998年）は、日本の計量史研究者。度量衡、計測の研究に尽力した。

## 来歴
長野県北佐久郡浅科村（現佐久市）生まれ。1938年東京物理学校卒業。1939年商工省中央度量衡検定所に入所し、光波干渉式標準気圧計を開発、1968年工業技術院計量研究所第4部長となる。1971年退官とともに日本計量機器工業連合会常務に就任し、1976年同専務理事。1988年春、勲四等瑞宝章受勲。1992年「ものさし」で経済学博士（京都大学）。日本計量史学会副会長も務めた。

## 編著書
- 『度量衡の歴史』中央計量検定所編　工業技術院中央計量検定所創立50周年記念刊行事業委員会　1961　のち原書房
- 『単位』計量管理協会 編 コロナ社　1964 計量管理技術双書
- 『歴史の中の単位』総合科学出版　1974
- 『ものと人間の文化史　ものさし』法政大学出版局　1977
- 『英和・単位小事典』編 ジャパンタイムズ 1979
- 『単位のおはなし』緒方健二絵 日本規格協会 1979
- 『ものと人間の文化史　枡』法政大学出版局　1980
- 『単位の起源事典』東京書籍・東書選書　1982
- 『ものと人間の文化史　秤』法政大学出版局 1982
- 『はかる道具のおはなし』日本規格協会 1982
- 『続・単位のおはなし』日本規格協会　1985
- 『単位もの知り帳』彰国社 1986
- 『八ケ岳の三万年 黒曜石を追って』法政大学出版局 1987
- 『図解単位の歴史辞典』編著 柏書房 1989
- 『単位のいま・むかし 古代単位からSI単位まで』日本規格協会　1992
- 『続・単位のいま・むかし』日本規格協会 1992
- 『数と量のこぼれ話』日本規格協会 1993

### 翻訳
- イー・アー・グリゴリエフ『小孔測定』小泉義勝共訳　コロナ社　1955

## 参考
- 宝月圭吾編 『長野県風土記』 旺文社、1986年
- 『人物レファレンス事典 昭和・平成編』日外アソシエーツ、2003年